# Morolake Akinosun
Morolake Akinosun, född 17 maj 1994, är en amerikansk friidrottare. Hon sprang tredjesträckan i finalen när USA blev världsmästare på 4x100 meter vid världsmästerskapen i friidrott 2017.
Vid de olympiska tävlingarna i Rio de Janeiro 2016 ingick hon i det amerikanska lag som vann guld på 4x100 meter. Hon deltog dock endast i försöksheaten men tilldelades medalj eftersom USA vann finalen.

### Fotnoter
1. ↑  World Athletics Database, World Athletics ID: 258062.[källa från Wikidata]
2. ↑  ”Athlete profile Morolake Akinosun”. iaaf.org. IAAF. https://www.iaaf.org/athletes/united-states/morolake-akinosun-258062. Läst 14 augusti 2017.
3. ↑  "IAAF WORLD CHAMPIONSHIPS LONDON 2017 - 4X100 METRES RELAY WOMEN". Läst 12 augusti 2017. (engelska)
4. ↑  "Morolake Akinosun Track and Field". Läst 14 augusti 2017. (engelska)
5. ↑  "U.S. women retain title, win gold in 4x100m relay". Arkiverad 15 augusti 2017 hämtat från the Wayback Machine. Läst 14 augusti 2017. (engelska)